# Julian La Mothe
Julian La Mothe est un scénariste et acteur américain né le 6 octobre 1893 à La Nouvelle-Orléans, Louisiane (États-Unis), décédé le 20 septembre 1972 à Los Angeles (États-Unis).

## Filmographie

### comme scénariste
- 1916 : The Candle
- 1915 : The Dead Soul
- 1915 : As the Twig Is Bent
- 1916 : A Modern Paul
- 1916 : The Candle
- 1917 : Annie-for-Spite
- 1917 : The Calendar Girl
- 1918 : His Robe of Honor
- 1923 : Vengeance of the Deep (en)
- 1924 : Plus de femmes ! (The White Sin) de William A. Seiter
- 1925 : The Winding Stair

### comme acteur
- 1915 : The Dead Soul
- 1916 : Vengeance of the Oppressed